# Champhol
Champhol é uma comuna francesa na região administrativa do Centro, no departamento Eure-et-Loir. Estende-se por uma área de 5,37 km². Em 2010 a comuna tinha 3 789 habitantes (densidade: 705,6 hab./km²).